# Route nationale 757
Die Route nationale 757, kurz N 757 oder RN 757, war eine französische Nationalstraße, die von 1933 bis 1973 in zwei Abschnitten zwischen Azay-le-Rideau und Migné-Auxances verlief. Ihre Länge betrug 74 Kilometer.

## Streckenverlauf
Der erste Abschnitt führte aus der Ortschaft Azay-le-Rideau über L’Île-Bouchard und Brizay bis nach Richelieu. Dort wurde die Nationalstraße von der ehemaligen Nationalstraße 749 unterbrochen. Der erste Abschnitt war 32 Kilometer lang.
Die Straße verlief auf dem zweiten 42 Kilometer langen Abschnitt von Faye-la-Vineuse über Orches, Lencloître, Vendeuvre-du-Poitou und Avanton nach Migné-Auxances, wo sie auf zwei andere ehemalige Nationalstraßen traf und endete.